# Vector de interrupciones
En informática el vector de interrupciones es un vector que almacena la dirección de atención a la interrupción. En muchas arquitecturas de computación típicas, los vectores de interrupción se almacenan en una tabla en una zona de memoria, la llamada tabla de vectores de interrupción, de modo que cuando se atiende una petición de interrupción de número n, el sistema, tras realizar eventualmente algunas tareas previas (tales como salvar el valor de ciertos registros) transfiere el control a la dirección indicada por el elemento n-ésimo de dicha tabla.
Usualmente, en las arquitecturas más típicas, la transferencia de control se efectuará de modo análogo a una llamada a función a nivel de máquina, almacenándose en una pila el estado actual del registro contador de programa, que será recuperado por una instrucción máquina de retorno de interrupción, que restaurará el estado correspondiente a la ejecución normal de programa forzando la ejecución de la siguiente instrucción.